# Marc Okrand
Marc Okrand es un lingüista estadounidense inventor del ficticio idioma klingon y también del Atlante. Fue contratado por Paramount Pictures para crear el idioma e instruirlo a los actores de Star Trek II: La ira de Khan, Star Trek III: En busca de Spock, Star Trek V: La última frontera, Star Trek VI: Aquel país desconocido y Star Trek VII: La próxima generación. Su obra más conocida es el diccionario de klingon, y libros de referencia relacionados con el idioma.

## Carrera profesional
Su primer trabajo fue doblar al idioma vulcano algunos diálogos de La Ira de Khan, que ya se habían filmado con los actores hablando en inglés.
Previamente, Okrand había trabajado con lenguas amerindias. Su disertación doctoral para la Universidad de California (Berkeley) en 1977 fue acerca de la gramática del mutsun, una lengua extinta de la familia ohlone (también conocido como Costanoan del sur o costano meridional), perteneciente a las lenguas uti. El sonido tlh que incorporó al klingon, muy extraño para el público angloparlante, es común en los idiomas indígenas de América del Norte y Central, donde se transcribe por lo general como tl o tł (un fonema africado lateral sordo); este es el sonido al final de nahuatl en la pronunciación original de los aztecas. 
Okrand impartió cursos de lingüística en la Universidad de California (Santa Bárbara) entre 1975 y 1978.
Recientemente, Okrand creó el idioma atlante por encargo de Disney para el filme Atlantis: el imperio perdido estrenado el año 2001.
Actualmente, Okrand es director de subtitulado en vivo en el Instituto Nacional de Subtitulado (National Captioning Institute).